# Songs for Hip Lovers
Songs for Hip Lovers es un álbum vocal de 1957 del director de la banda de jazz Woody Herman, con arreglos de Marty Paich y es reconocido a día de hoy como uno de sus discos más relevantes de los años 50 en cuanto a jazz se refiere, como propiamente de su discografía.

## Grabación y música
El disco fue grabado en dos sesiones, en enero y marzo de 1957.  El material es de formato estándar y los arreglos son de Marty Paich. La obra fue lanzada en formato de vinilo a lo que en futuras reediciones ha sido lanzado en formato de casete como propiamente en CD. 

## Relanzamiento y crítica
Songs for Hip Lovers fue reeditado por Verve Records en CD.  Ken Dryden revisó el álbum para AllMusic y escribió que "Herman es un cantante amigable y dinámico al que se le escucha interpretando estándares probados por el tiempo como el humorístico" Makin' Whoopee ", un más optimista que el típico" Willow Weep For Me "y" I Won No bailas". Los músicos de cada una de las dos sesiones brindan un fuerte acompañamiento: "Sweets" Edison, Charlie Shavers y Ben Webster son sobresalientes y los arreglos de Marty Paich encajan bastante bien con el estilo de Herman".  The Penguin Guide to Jazz lo describió como "un conjunto encantador. El canto de Herman fue duradero y sin pretensiones, e hizo oscilar una línea lírica sin maltratarla".  Scott Yanow, en su libro Bebop, escribe que el álbum tiene sus "momentos encantadores", pero "faltan los cuernos en sus interpretaciones concisas". En general la crítica lo considera de media un 4/5 siendo apreciado como una encantadora reinterpretación de conceptos ya establecidos pero salpicados de la mordaz obra del cantante.

## Lista de canciones
1. "Makin' Whoopee" (Walter Donaldson, Gus Kahn) – 3:26
2. "I Won´t Dance" (Dorothy Fields, Otto Harbach, Oscar Hammerstein II, Jerome Kern, Jimmy McHugh) – 2:39
3. "I Guess I'll Have to Change My Plan" (Howard Dietz, Arthur Schwartz) – 2:51
4. "Willow Weep for me" (Ann Ronell) – 3:37
5. "Moon Song" (Sam Coslow, Arthur Johnston) – 2:32
6. "Can't We Be Friends?" (Paul James, Kay Swift) – 3:24
7. "Comes Love" (Lew Brown, Sam H. Stept, Charles Tobias) – 3:27
8. "Ev'rything I've Got" (Lorenz Hart, Richard Rodgers) – 3:02
9. "Alone Together" (Dietz, Schwartz) - 3:07
10. "Bidin' My Time" (George Gershwin, Ira Gershwin) – 3:27
11. "Isn't This a Lovely Day?" (Irving Berlin) – 3:21
12. "Louise" (Leo Robin, Richard A. Whiting) – 3:22

## Personal
- Woody Herman - Clarinete, voz
- Ben Webster – Saxofón tenor
- Bill Harris - Trombón
- Charlie Shavers, Harry Edison - Trompeta
- Barney Kessel, Billy Bauer - Guitarra
- Jimmy Rowles, Lou Stein – Piano
- Joe Mondragón, Milt Hinton – Contrabajo
- Jo Jones, Larry Bunker - Batería
- Marty Paich - Arreglista